# Liamou
Der Liamou ist ein linker Nebenfluss des Rance im Einzugsgebiet des Tarn in der Region Okzitanien in Frankreich.

## Flusslauf
Der Liamou ist ein kleiner Fluss, der im Département Aveyron verläuft. Er entspringt im südwestlichen Gemeindegebiet von Mounes-Prohencoux, entwässert in der oberen Hälfte zunächst in westliche Richtung, schwenkt dann nach Norden und mündet nach insgesamt rund 16 Kilometern im Gemeindegebiet von Belmont-sur-Rance in den Rance. Auf seiner gesamten Strecke durchquert der Liamou den Regionalen Naturpark Grands Causses.

## Orte am Fluss
(Reihenfolge in Fließrichtung)
- Mas de Barthés, Gemeinde Mounes-Prohencoux
- Liamou, Gemeinde Murasson
- Murasson
- Riols, Gemeinde Murasson
- Calcadieu, Gemeinde Murasson
- Saint-Symphorien, Gemeinde Belmont-sur-Rance